# Parafia Świętej Trójcy w Świerznie
Parafia pod wezwaniem Świętej Trójcy w Świerznie – parafia rzymskokatolicka należąca do dekanatu Kamień Pomorski, archidiecezji szczecińsko-kamieńskiej, metropolii szczecińsko-kamieńskiej. Siedziba parafii mieści się w Świerznie pod numerem 76. Prowadzą ją księża diecezjalni. Parafię oficjalnie utworzono 14 stycznia 1985 roku, natomiast księgi metrykalne założono w 1983 roku.
Odpust parafialny odbywa się w uroczystość Najświętszej Trójcy, czyli 56 dni po Wielkanocy.

## Miejsca kultu

### Kościół parafialny
Kościół Świętej Trójcy w Świerznie

### Kościoły filialne i kaplice
- Kościół w Jatkach[1]
- Kościół w Kaleniu[1]